# Милетина буна
Милетина буна је била буна против кнеза Милоша која је избила у јануару 1835. и коју је предводио Милета Радојковић. Устаници су желели да ограниче апсолутистичку власт кнеза Милоша. Пo питању како да се регулише кнежева власт, дошло је до потпуног расцепа између кнеза Милоша и великог дела угледних српских старешина, међу којима је био и кнежев брат Јеврем Обреновић. Како за време буне није дошло до већих војних окршаја, Владимир Ћоровић је карактерише као „озбиљну демонстрацију“. Кнез Милош је обећао побуњеницима сазивање народне скупштине и доношење устава ( Сретењског устава), након чега су се побуњеници разишли. То је имало за последицу избијање Милетине буне у јануару 1835. године. Отпор Милошевом начину владања пружали су и поједини народни прваци дижући велики број буна уперених директно или индиректно против самог кнеза Милоша. Најкарактеристичније буне су биле Молерова, Ђакова, Шарапићева и Милетина.

## Припремање и ток буне
Буна је испланирана уочи Божића 1835. у кући Стојана Симића. Поред њега, у планирању буне су учествовали Аврам Петронијевић, Милосав Здравковић Ресавац, Милета Радојковић, Ђорђе Протић и Милутин Петровић Ера.
Милета Радојковић је успео да скупи највише људи за буну. Када су се побуњеници приближили Крагујевцу, пред њих је изашао Тома Вучић Перишић са 150 коњаника. Вучић је пристао да буде посредник између кнеза и побуњеника. Кнез Милош, који је помишљао и на бекство, послао је свог секретара Димитрија Давидовића да се информише о захтевима побуњеника. Након разговора са Давидовићем, 35 изасланика из редова побуњеника је кренуло са њим да изнесу кнезу своје захтеве. Након тога је кнез Милош дошао у Крагујевац и измирио се са вођама буне уз речи: Сви смо криви; и ја сам сâм често грешио; трудимо се да се сви исправимо и опростимо узајамно једни другима.

## Последице
Кнез Милош је, заплашен буном, одлучио да у Крагујевцу (тадашњој престоници), изда нови устав. Димитрије Давидовић, кнежев секретар, морао је на брзину да састави устав. Сретењским уставом од 15. фебруара 1835. ограничен је владарев апсолутизам и уведена парламентарна монархија. Власт је подељена на законодавну, извршну и судску. Порез се могао повећати само једном годишње, уз сагласност грађана. Дефинисана је неприкосновеност приватне својине и једнакост пред законом. Кнежева права су делимично пренета на Државни савет. Због притиска великих сила, између осталог Турске, Аустрије и Русије, кнез Милош је касније радо ставио Сретењски устав ван снаге.